# Ordem de pagamento
Ordem de pagamento é uma instrução para executar uma transação de pagamento fornecida pelo pagador ao seu provedor de serviços de pagamento.
A ordem de pagamento pode ser em moeda estrangeira ou nacional, comumente intitulada no mercado de pagadoria, cambial ou bancário como ORPAG ME ou ORPAG MN. Popularmente, de maneira equivocada, é classificada como S.W.I.F.T., quando na verdade, S.W.I.F.T. é uma cooperativa que padroniza mensagerias de cunho financeiro e não financeiro, entre instituições financeiras bancárias, não bancárias e de pagamento.